# Asperarca nodulosa
Asperarca nodulosa ist eine Muschel-Art aus der Familie der Archenmuscheln (Arcidae).

## Merkmale
Das mäßig konvex gewölbte, gleichklappige Gehäuse ist im Umriss annähernd länglich-rhombisch mit einer maximalen Länge von 1,5 cm. Der hintere Gehäuseteil ist stark ausgezogen; insgesamt ist das Gehäuse etwa doppelt so lang wie hoch. Die Wirbel überragen den annähernd geraden Dorsalrand und stehen auf etwa ein Viertel der Gesamtlänge des Dorsalrandes vom Vorderende entfernt. Der hintere Gehäuseteil ist damit mehr als doppelt so lang wie der vordere Gehäuseteil. Der Vorderrand geht kontinuierlich in den Ventralrand über. Hinterrand und Ventralrand bilden dagegen einen spitzen Winkel, der Übergang Hinterrand zu Ventralrand ist eng gerundet.
Das Ligament liegt außen zwischen den Wirbeln. Der Schlossrand ist gerade. Die länglichen, leicht gebogenen Zähne sitzen auf einer schmalen Platte und sind leicht nach innen gekippt. Sie sind in zwei Gruppen unterteilt, unterbrochen durch einen kurzen zahnlosen Bereich unter den Wirbeln. Im vorderen Bereich der Schlossplatte stehen bis zu 7 Zähne, im hinteren Bereich bis zu 14 Zähne.
Die Schale ist fest und nicht durchscheinend. Die Ornamentierung besteht aus deutlichen konzentrischen und radialen Rippen und Rücken. Im Mittelfeld dominieren die konzentrischen Rippen, im vorderen Feld die radialen Rippen, die hier knotig bis stachelig sind. Das Periostracum ist dünn und strohgelb. Gewöhnlich ist es nur an den Gehäuseränder erhalten. Die Gehäuseränder wirken daher unregelmäßig wie ausgefranst.
Es sind zwei ungleich große Schließmuskeln vorhanden, wobei der vordere Schließmuskel etwas kleiner ist als der hintere Schließmuskel.

## Geographische Verbreitung und Lebensraum
Die Art kommt auf beiden Seiten des Nordatlantiks von der Arktis bis ins Mittelmeer vor. Sie lebt in tieferem Wasser von etwa 200 m bis in 4000 Meter Wassertiefe, meist am äußeren Kontinentalrand von 200 bis 500 m Wassertiefe.
Sie leben mit dünnem Byssus angeheftet an Tiefseekorallen, Steinen und Geröll.

## Taxonomie
Die Art wurde 1776 von Otto Friedrich Müller als Arca nodulosa erstmals wissenschaftlich beschrieben. Sie erscheint in der Literatur als Arca nodulosa, Acar nodulosa und Barbatia nodulosa. Das World Register of Marine Species stellt sie zur Gattung Asperarca Sacco, 1898; es ist die Typusart dieser Gattung. Synonyme sind: Arca scabra Poli, 1795 und Arca aspera Philippi, 1844.

## Belege

### Weblink
- Marine Bivalve Shells of the British Isles: Asperarca nodulosa (Müller, 1776) (Website des National Museum Wales, Department of Natural Sciences, Cardiff)